# Villeneuve-de-Rivière
Villeneuve-de-Rivière (okzitanisch Vilanava d'Arribèra) ist eine französische Gemeinde mit 1.732 Einwohnern (Stand: 1. Januar 2022) im Département Haute-Garonne in der Region Okzitanien; sie ist Teil des Arrondissements Saint-Gaudens und des Kantons Saint-Gaudens. Die Einwohner werden Villeneuvois genannt.

## Geografie
Villeneuve-de-Rivière liegt in der historischen Provinz Comminges am Fuß der Pyrenäen und am Ufer der Garonne, etwa 83 Kilometer südwestlich von Toulouse. Umgeben wird Villeneuve-de-Rivière von den Nachbargemeinden Saux-et-Pomarède im Norden und Nordosten, Saint-Gaudens im Osten, Valentine im Südosten, Labarthe-Rivière im Süden sowie Bordes-de-Rivière im Westen.
Durch die Gemeinde führt die Autoroute A64.

## Geschichte
Die Bastide Villeneuve-de-Rivière wurde 1271 gegründet.

### Bevölkerungsentwicklung
| Jahr      | 1962 | 1968 | 1975  | 1982  | 1990  | 1999  | 2006  | 2013  |
| --------- | ---- | ---- | ----- | ----- | ----- | ----- | ----- | ----- |
| Einwohner | 829  | 886  | 1.089 | 1.273 | 1.341 | 1.360 | 1.481 | 1.774 |

## Sehenswürdigkeiten

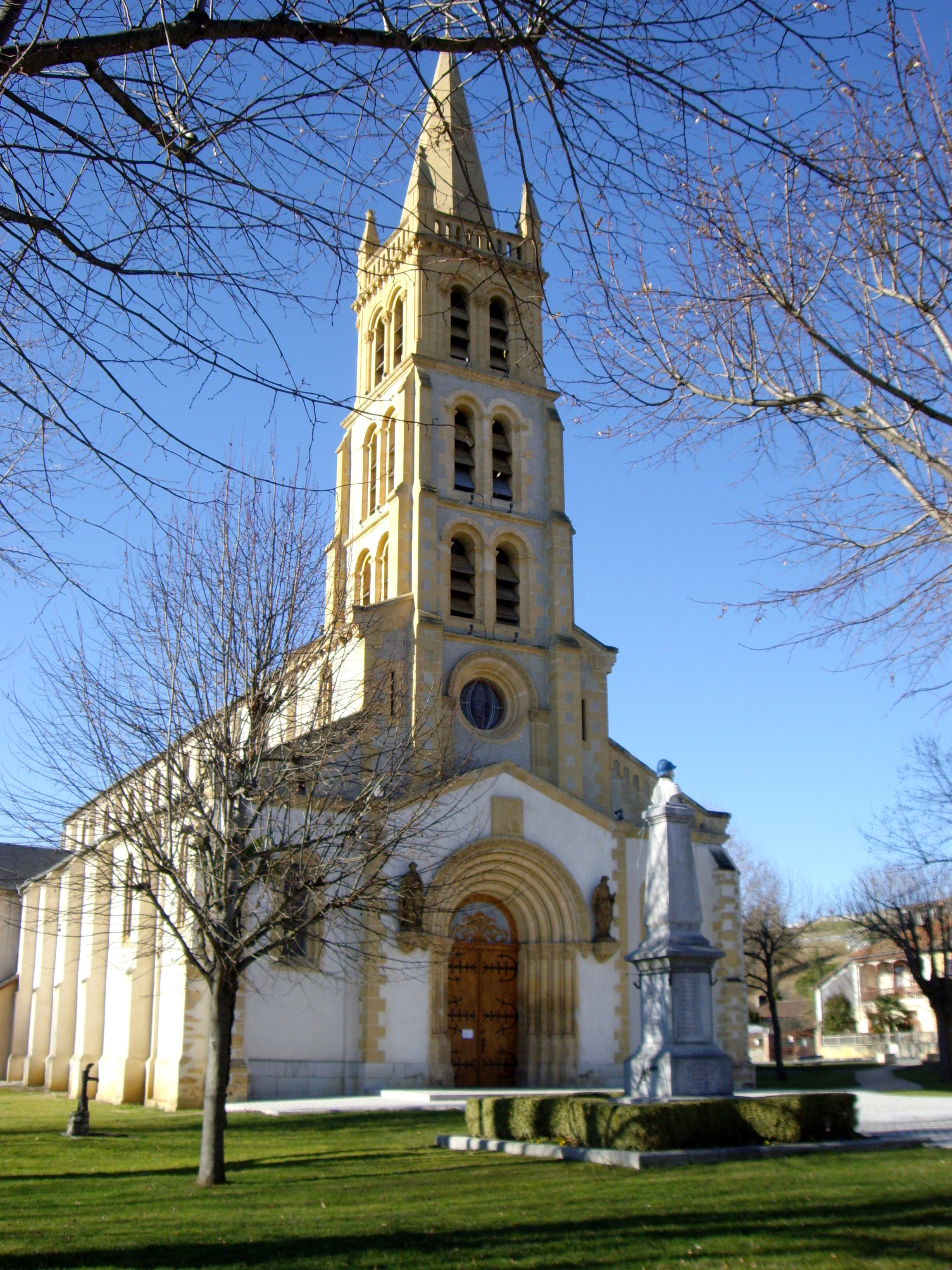
Kirche Notre-Dame-de-l'Assomption

- Kirche Notre-Dame-de-l'Assomption
- Kloster
- Kapelle Saint-Jacques

## Persönlichkeiten
- Raoul Castex (1878–1968), Admiral